# Jerry Moran
Jerry Moran, född 29 maj 1954 i Great Bend, Kansas, är en amerikansk republikansk politiker. Han representerar delstaten Kansas i USA:s senat sedan 2011. Han representerade Kansas första distrikt i representanthuset 1997–2011. Han blev invald i USA:s senat i mellanårsvalet i USA 2010. Senator Sam Brownback kandiderade inte till omval.
Moran gick i skola i Plainville och studerade därefter vid University of Kansas. Han avlade 1976 grundexamen och 1981 juristexamen. Han var ledamot av delstatens senat 1989-1997. Kongressledamot Pat Roberts kandiderade till senaten i kongressvalet 1996 och vann. Moran efterträdde Roberts i representanthuset i januari 1997 och efterträddes där 2011 av Tim Huelskamp.